# Budweiser Grand Prix of Cleveland 1994
Budweiser Grand Prix of Cleveland 1994 var ett race som var den åttonde deltävlingen i PPG IndyCar World Series 1994. Racet kördes den 10 juli på Burke Lakefront Airport. Al Unser Jr. fortsatte dominera IndyCar totalt, och tog sin femte seger på de sista sex starterna. Det var Marlboro Team Penskes sjunde raka vinst. Nigel Mansell slutade tvåa, medan Paul Tracy blev näst bäste Penskeförare med sin tredjeplats.

## Slutresultat
| Plats | Förare              | Team                     | Grid | Kvaltid  |
| ----- | ------------------- | ------------------------ | ---- | -------- |
| 1     | Al Unser Jr.        | Marlboro Team Penske     | 1    | 59,232   |
| 2     | Nigel Mansell       | Newman/Haas Racing       | 4    | 59,492   |
| 3     | Paul Tracy          | Marlboro Team Penske     | 2    | 59,292   |
| 4     | Jacques Villeneuve  | Forsythe/Green Racing    | 5    | 59,601   |
| 5     | Stefan Johansson    | Bettenhausen Motorsports | 8    | 1.00,349 |
| 6     | Raul Boesel         | Dick Simon Racing        | 19   | 1.01,072 |
| 7     | Adrián Fernández    | Galles Racing            | 14   | 1.00,785 |
| 8     | Maurício Gugelmin   | Chip Ganassi Racing      | 7    | 1.00,304 |
| 9     | Teo Fabi            | Jim Hall Racing          | 13   | 1.00,777 |
| 10    | Alessandro Zampedri | Dale Coyne Racing        | 23   | 1.01,482 |
| 11    | Robby Gordon        | Walker Racing            | 6    | 1.00,169 |
| 12    | Willy T. Ribbs      | Walker Racing            | 27   | 1.02,417 |
| 13    | Bryan Herta         | A.J. Foyt Enterprises    | 16   | 1.00,864 |
| 14    | Scott Goodyear      | Budweiser King Racing    | 15   | 1.00,826 |
| 15    | Hiro Matsushita     | Dick Simon Racing        | 25   | 1.02,031 |
| 16    | Andrea Montermini   | Budweiser King Racing    | 24   | 1.01,714 |
| 17    | Parker Johnstone    | Comptech Racing          | 28   | 1.03,172 |
| 18    | Michael Andretti    | Chip Ganassi Racing      | 17   | 1.00,942 |
| 19    | Mike Groff          | Rahal-Hogan Racing       | 21   | 1.01,200 |
| 20    | Emerson Fittipaldi  | Marlboro Team Penske     | 3    | 59,478   |
| 21    | Arie Luyendyk       | Indy Regency Racing      | 22   | 1.01,423 |
| 22    | Mark Smith          | Walker Racing            | 12   | 1.00,715 |
| 23    | Jeff Wood           | Euromotorsport           | 31   | 1.05,171 |
| 24    | Scott Sharp         | PacWest Racing           | 20   | 1.01,198 |
| 25    | Dominic Dobson      | PacWest Racing           | 18   | 1.00,976 |
| 26    | Marco Greco         | Arciero Racing           | 26   | 1.02,210 |
| 27    | Mario Andretti      | Newman/Haas Racing       | 9    | 1.00,424 |
| 28    | Bobby Rahal         | Rahal-Hogan Racing       | 10   | 1.00,426 |
| 29    | Ross Bentley        | Dale Coyne Racing        | 30   | 1.03,746 |
| 30    | Giovanni Lavaggi    | Leader Cards Racing      | 29   | 1.03,281 |
| 31    | Jimmy Vasser        | Hayhoe Racing            | 11   | 1.00,528 |

Följande förare missade att kvalificera sig:
- Christian Danner